# Schouwburg Concertzaal Tilburg

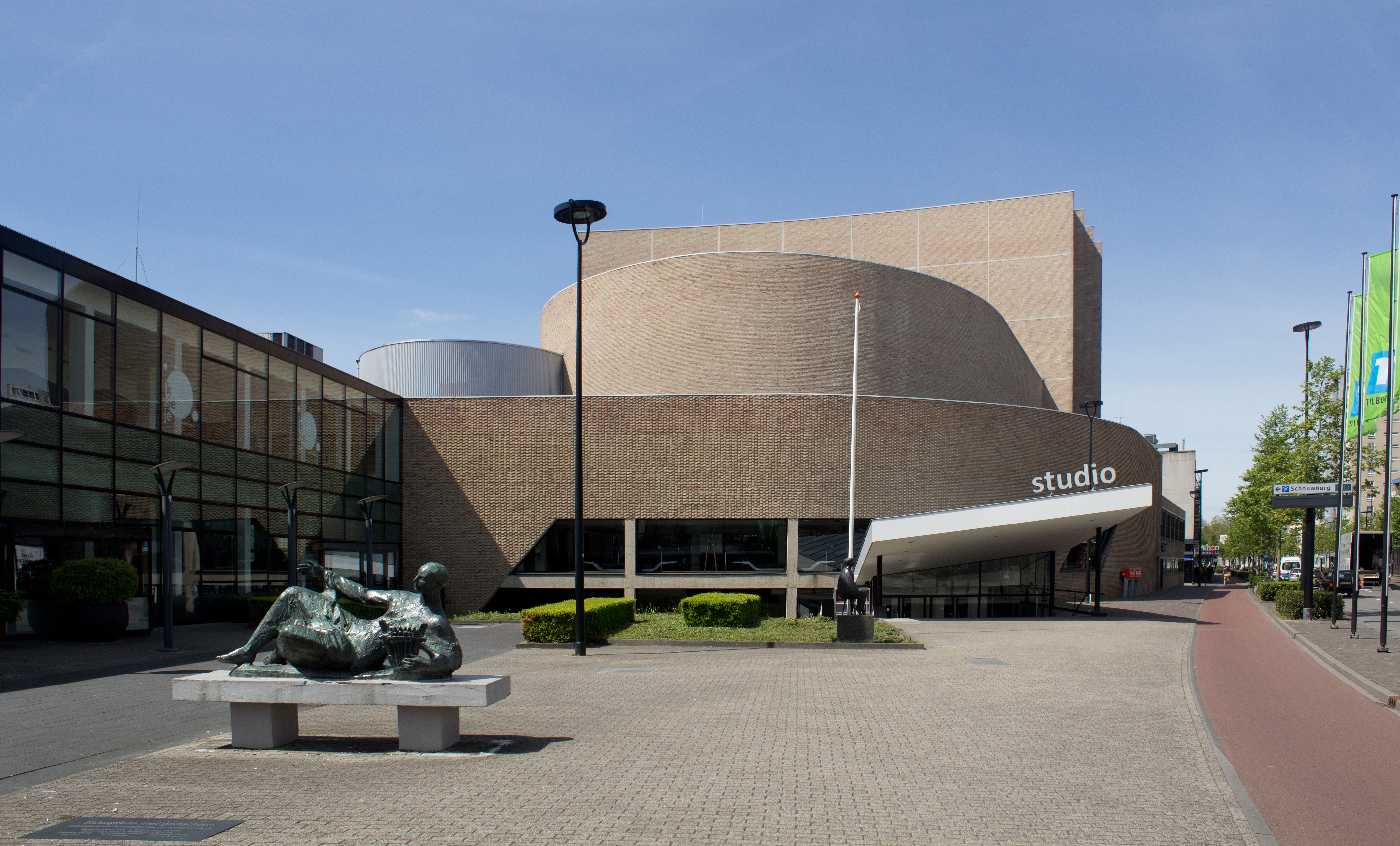
De schouwburg (Bijvoet & Holt, 1961)

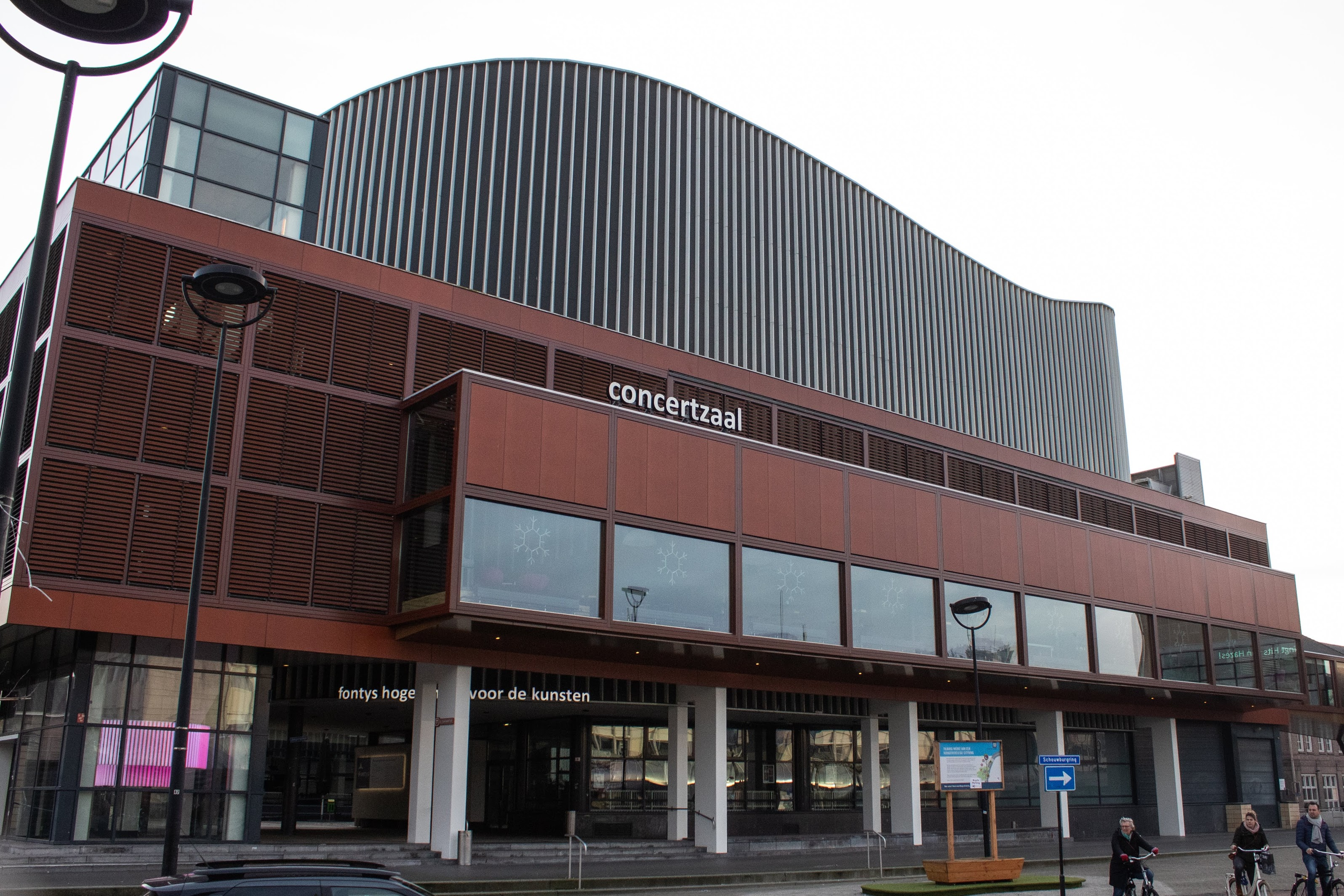
De concertzaal annex Fontys Hogeschool voor de Kunsten (Jo Coenen, 1996)

Schouwburg Concertzaal Tilburg, voorheen Theaters Tilburg, is een theater- en concertgebouw aan de Schouwburgring in Tilburg.

## Gebouwen
Het gebouw van Schouwburg Tilburg dateert uit 1961 en is sinds 2015 een rijksmonument. Het werd ontworpen door de toentertijd bekende Haarlemse architecten Bernard Bijvoet en Gerard Holt.
Concertzaal Tilburg dateert uit 1996 en werd ontworpen door Jo Coenen. In 2005 werd het gebouw uitgebreid ten behoeve van de Fontys Academy of the Arts, voorheen Fontys Hogeschool voor de Kunsten.

## Programmering
Schouwburg Concertzaal Tilburg bestaat uit een schouwburgzaal, een concertzaal en een studiozaal (vlakke vloer). Eén culturele onderneming met een breed scala aan podiumkunsten. Schouwburg Concertzaal Tilburg is een open huis voor alle inwoners van Tilburg en omgeving. 